# الجاروشية
الجاروشيّة هي قرية فلسطينية، تابعة لمحافظة طولكرم وتبعد عنها 6 كم على ارتفاع 100 متر عن مستوى سطح البحر، أقيمت الجاروشية على أراضي قرية دير الغصون.
وفقًا للجهاز المركزي للإحصاء الفلسطيني، بلغ عدد سكان الجاروشية 1,183 نسمة في عام 2017. 8.4% من سكان الجاروشية كانوا لاجئين في عام 1997. وتقع مرافق الرعاية الصحية للقرى المحيطة في الجاروشية، وهي مرافق مصنفة على أنها من المستوى الثاني حسب وزارة الصحة.

## الأرض
تبلغ مساحة قرية الجاروشية 1400 دونماً، حيث تشتهر هذه القرية بالزيتون واللوزيات.

## التسمية
يقال أنه كان يوجد فيها جاروشة قمح كبيرة وكان الناس يأتون إليها من شتى أنحاء مدينة طولكرم ليطحنوا فيها حبوب القمح وكانوا يطلقون على المنطقة اسم (الجاروشة) حتى تم إطلاق اسم الجاروشية عليها لاحقاً.

## سكانها
بلغ عدد سكانها حسب الإحصاء الأردني سنة 1967م حوالي 129 نسمة ارتفع إلى 677 نسمة عام 1997 حسب الجهاز المركزي للإحصاء الفلسطيني. وفي عام 2014 ارتفعت النسبة حتى وصل عدد سكانها حوالي 1,093 نسمة.

## التعليم
يوجد فيها روضة واحدة واسمها «روضة أطفال الجاروشية الحديثة» ومدرسة واحدة أساسية مختلطة اسمها «مدرسة الجاروشية الأساسية المختلطة»، حيث يدرس فيها الذكور حتى الصف السادس والإناث حتى الصف العاشر ومن ثم ينتقلون الي مدارس أخرى في مدينة طولكرم.

## التاريخ

### العصر الإردني
بعد النكبة الفلسطينية عام 1948، وبعد اتفاقيات الهدنة عام 1949، أصبحت القرية تحت الحكم الأردني.

### ما بعد 1967
منذ حرب الأيام الستة عام 1967، أصبحت قرية بيت إمرين تحت الاحتلال الإسرائيلي.

## وصلات خارجية
- صفحة الجاروشية في موقع «فلسطين في الذاكرة».